# Gustavus Fox

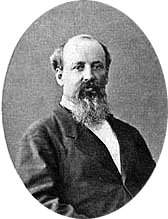
Gustavus Fox.

Gustavus Vasa Fox, född den 13 juni 1821 i Saugus, Massachusetts, död den 29 oktober 1883 i Lowell, Massachusetts, var en amerikansk sjöofficer och diplomat.
Fox inträdde i amerikanska marinen 1838 och tjänstgjorde vid sjömätningsväsendet och under det mexikansk-amerikanska kriget. Han tog avsked som löjtnant 1856 och började en framgångsrik verksamhet som fabrikör av yllevaror. men blev 1861 strax före inbördeskrigets utbrott sänd av Lincoln att undsätta Fort Sumter, en expedition som dock misslyckades, på grund av att örlogsfartyget "Powhatan" genom ett missförstånd återkallades från expeditionen. Fox blev sedan biträdande statssekreterare för flottan och planerade som sådan flera av Nordstaternas mest lyckade marina företag, exempelvis erövringen av New Orleans och expeditionen uppåt Mississippi.  Han var en framstående administratör som harmoniskt samarbetade med sjöministern Gideon Welles. Fox sändes 1866 på en utomordentlig beskickning till Ryssland i förbindelse med inköpet av Alaska. Därefter återgick han till ylleindustrin.